# Wybory uzupełniające do Izby Reprezentantów w 1. okręgu wyborczym w Karolinie Południowej w 2012 roku
Wybory uzupełniające do Izby Reprezentantów w 1. okręgu wyborczym w stanie Karolina Południowa odbyły się 7 maja 2013 r. wskutek rezygnacji kongresmena Tima Scotta, który został senatorem.

## Kandydaci i wyniki[1]
- Mark Sanford (republikanin, były gubernator Karoliny Południowej) – 77,5 tys. głosów (54%)
- Elizabeth Colbert Busch (demokratka) – 65 tys. (45%)
- Eugene Platt (Zieloni) – 700 (0,5%)